# Ay çöreği

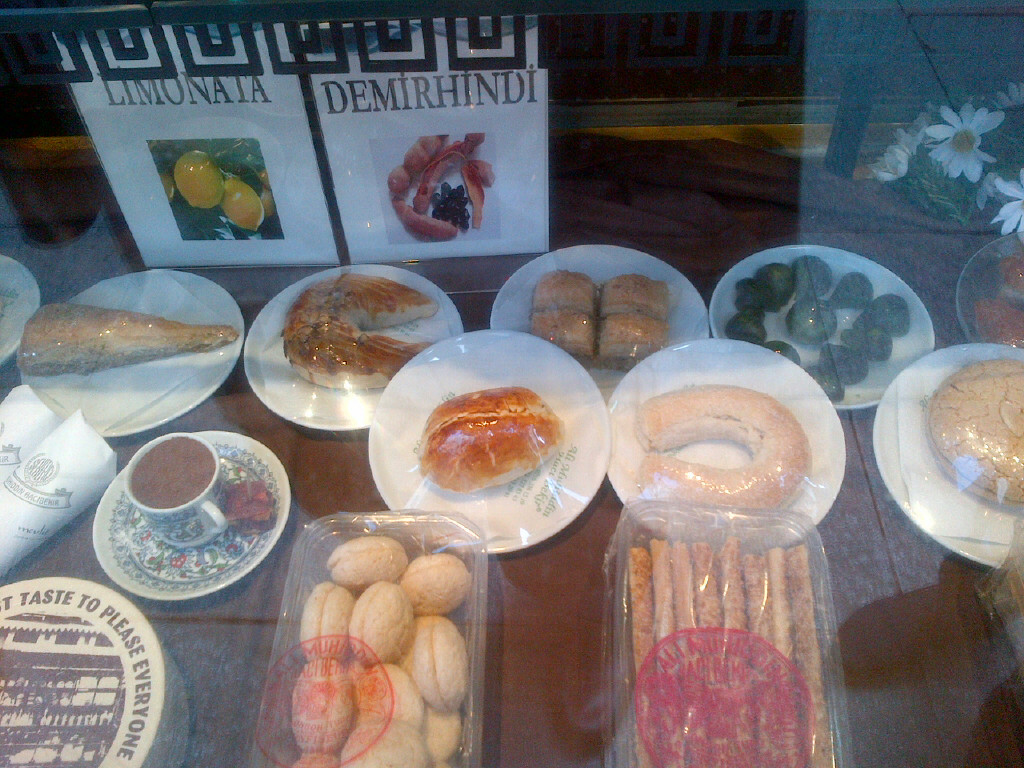
Ay çöreği (2 varietats a la imatge) i altres productes tradicionals, dolços i salats, de la fleca turca a Istanbul.

Ay çöreği és un tipus de çörek turc tradicional, en forma de lluna creixent o mitja lluna que se suposa que va inspirar el croissant.

## Etimologia
Ay és lluna en turc, mentre que çörek significa pa rodó, en el mateix idioma. Seguint les regles de la gramàtica turca, en escriure les dues paraules conjuntament es converteixen en "ay çöreği".

## Varietats
Fet de farina de blat i amb un farcit de cacau, sucre i altres ingredients com panses de raïm, nous, ametlles o avellanes, l'ay çöreği és un pa dolç, similar a un kurabiye. Algunes receptes tradicionals inclouen fruites de cirerer de guineu, avui una mica difícils d'aconseguir. Gairebé sempre té canyella, o a vegades anís, per tal de generar aroma.
Actualment també es poden trobar varietats salades farcides amb ingredients com ara formatge o espinacs.
La seva forma recorda la Lluna en estat creixent.